# Його перший невірний крок
«Його перший невірний крок» (англ. His First False Step) — американська короткометражна кінокомедія режисера Вільяма Кемпбелла 1916 року.

## У ролях
- Честер Конклін — продавець нерухомості
- Мері Турман — дружина продавця нерухомості
- Мей Веллс — мати дружини
- Чарльз Райснер — менеджер
- Фонтейн Ла Ру — дружина менеджера
- Лі Морріс — швейцар